# Metod Gabršček
Metod Gabršček, slovenski kanuist, * 27. marec 1900, Ljubljana, † 18. januar 1942.
Gabršček je za Kraljevino Jugoslavijo nastopil na Poletnih olimpijskih igrah 1936 v Berlinu, kjer je v kanuju dvojcu na mirnih vodah na 10 km osvojil 11. mesto skupaj z Bojanom Savnikom.